# Drew Mitchell
Pour les articles homonymes, voir Mitchell.

a Compétitions nationales et continentales officielles uniquement.

b Matchs officiels uniquement.
Dernière mise à jour le 6 mai 2017.
Drew Mitchell, né le 26 mars 1984 à Brisbane, est un joueur australien de rugby à XV occupant le poste d'ailier ou d'arrière. Avec l'équipe d'Australie, il remporte le Rugby Championship en 2015, puis s'incline la même année en finale de la Coupe du monde, face à la Nouvelle-Zélande. Après avoir évolué avec plusieurs franchises australiennes, les Queensland Reds, la Western Force et les Waratahs, il rejoint en 2013 le club français du RC Toulon, remportant deux éditions de la Coupe d'Europe, en 2014, et 2015 et le championnat de France lors de l'édition 2014. Le joueur a annoncé qu'il mettait un terme à sa carrière en juin 2017 à l'issue de la finale de Top 14 perdue contre l'ASM Clermont.

## Biographie
Drew Mitchell rejoint le RC Toulon à partir de la saison 2013-2014
En 2017, il met un terme à sa carrière de joueur,. 

### En équipe nationale
Il a effectué son premier test match le 9 juillet 2005 contre l'équipe d'Afrique du Sud. Il effectue son retour en sélection en 2015 grâce à la loi dite Giteau, qui permet à certains joueurs de rejouer en sélection même en ne jouant pas en Super 15.

## Palmarès
En club, Drew Michell remporte deux éditions de la Coupe d'Europe, en 2014, et 2015 avec le RC Toulon.
Avec ce même club, il remporte l'édition 2014 du championnat de France.
Avec sa sélection nationale, il remporte le Rugby Championship 2015. La même année, il est finaliste de la Coupe du monde, battu par la Nouvelle-Zélande.

## Statistiques
Au 22 octobre 2016, Drew Mitchell compte 71 sélections avec l'équipe d'Australie, dont 54 en tant que titulaire, depuis le 9 juillet 2005 à Sydney à l’occasion d’un match contre l'équipe d'Afrique du Sud. Il inscrit 170 points, 34 essais.
Il compte 26 sélections en Tri-nations ou Rugby Championship, compétition qui lui succède. Il participe aux éditions de 2005, 2007, 2008, 2009, 2010 du Tri-nations et 2012, 2015 et 2016 du Rugby Championship.
Il compte également trois participations à une édition de Coupe du monde.  En 2007, il participe à cinq rencontres, face au Japon, le pays de Galles, les Fidji, le Canada et l'Angleterre, et inscrit sept essais. En 2011, il joue trois matchs face à Irlande, les États-Unis et la Russie, et inscrit trois essais. En 2015, il joue contre l'Uruguay, où il inscrit deux essais, le pays de Galles, l'Écosse où il inscrit deux essais, l'Argentine et la Nouvelle-Zélande.